# Gaylussacia
Gaylussacia ist eine Gattung der Blütenpflanzen mit etwa 50 Arten innerhalb der Familie der Heidekrautgewächse, die in Amerika beheimatet ist, wo sie im östlichen Nordamerika sowie in den Anden und im südöstlichen Bergland von Brasilien (mit der Mehrzahl der Arten) in Südamerika vorkommt. Englische Trivialnamen sind Huckleberry (den sie mit verschiedenen Arten anderer Gattungen teilen) und dangleberry. Die Typus-Art ist Gaylussacia buxifolia Kunth.

## Ökologie
Gaylussacia-Arten dienen den Larven einiger Schmetterlingsarten wie Coleophora gaylussaciella (welche ausschließlich an Gaylussacia zu finden ist) und Coleophora multicristatella als Nahrungspflanze.
Gaylussacia-Pflanzen sind oft Bestandteile von Eichen-Heide-Wäldern im östlichen Nordamerika. Es handelt sich um laubabwerfende oder immergrüne Sträucher mit einer Höhe vom 0,4–1,8 Metern.
Es werden wenigblütige und traubige Blütenstände gebildet oder die Blüten erscheinen einzeln. Die Blüten sind vier- bis fünfzählig mit doppelter Blütenhülle. Es sind zehn Staubblätter vorhanden. Der mehrkammerige Fruchtknoten ist unterständig.
Es werden mehrsamige und fleischige, stenfruchtartige Früchte gebildet.

## Systematik
Die Gattung Gaylussacia erhielt ihren Namen zu Ehren des französischen Chemikers Joseph Louis Gay-Lussac (1778–1850). Sie ist eng mit der Gattung Vaccinium verwandt, es ist aber immer noch unklar, ob die gemeinhin gezogene Grenze zwischen diesen Gattungen bei genaueren Untersuchungen Bestand haben kann. Eine Untersuchung von 2002 ergab, dass die molekularen Daten die historische Einteilung von Gaylussacia in Sektionen nicht unterstützt.

## Arten
- Gaylussacia amazonica – Brasilien

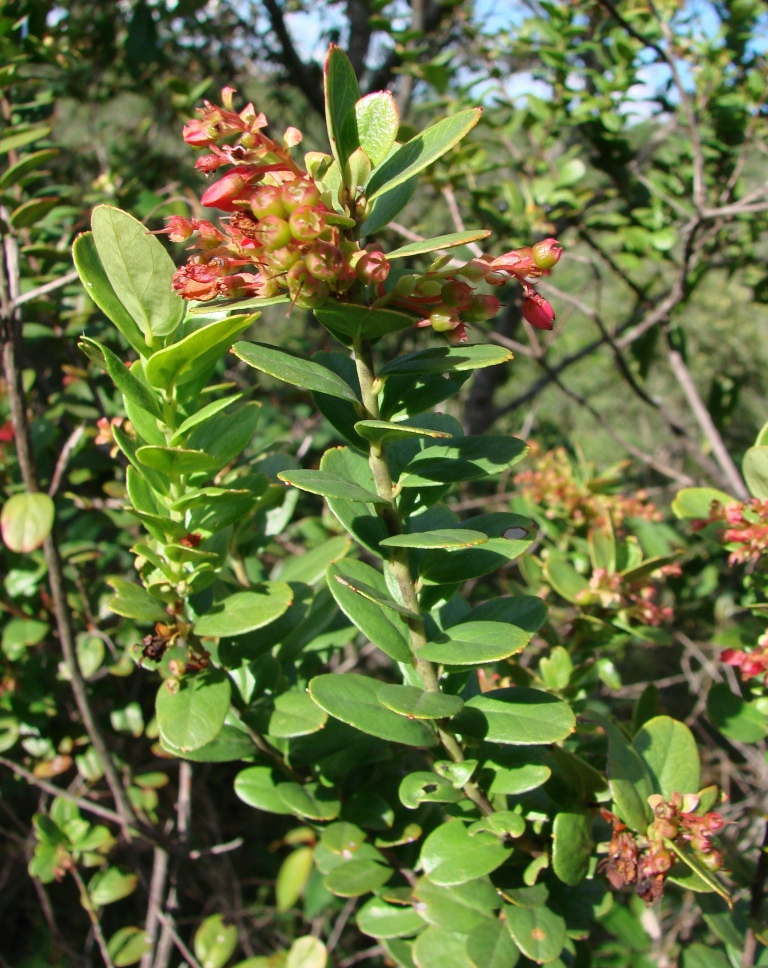
Gaylussacia brasiliensis

- Gaylussacia amoena – 	Rio de Janeiro
- Gaylussacia angulata – Brasilien
- Gaylussacia angustifolia – Südliches Brasilien
- Gaylussacia baccata – englisch Black huckleberry, südöstliches Kanada, östliche Vereinigte Staaten
- Gaylussacia bigeloviana  – Ostküste der USA und Kanadas
- Gaylussacia brachycera – englisch Box huckleberry, östliche Vereinigte Staaten
- Gaylussacia brasiliensis – Südöstliches Brasilien, Paraguay
- Gaylussacia buxifolia – Uva de páramo, Kolumbien, Venezuela
- Gaylussacia caparoensis – Espírito Santo
- Gaylussacia caratuvensis – Paraná
- Gaylussacia cardenasii – Bolivien, Argentinien
- Gaylussacia centunculifolia – Minas Gerais
- Gaylussacia chamissonis – Südöstliches Brasilien
- Gaylussacia ciliosa – Brasilien
- Gaylussacia cinerea – 	Minas Gerais
- Gaylussacia corvensis – Santa Catarina
- Gaylussacia decipiens – Minas Gerais
- Gaylussacia densa – Minas Gerais, Bahia
- Gaylussacia duartei – Minas Gerais
- Gaylussacia dumosa – englisch Dwarf huckleberry, östliche USA und Kanada
- Gaylussacia fasciculata – Brasilien
- Gaylussacia frondosa – englisch Blue huckleberry, östliche Vereinigte Staaten
- Gaylussacia gardneri – Minas Gerais
- Gaylussacia goyazensis – Goiás
- Gaylussacia harleyi – Bahia
- Gaylussacia incana – Minas Gerais, Bahia
- Gaylussacia jordanensis – Brasilien
- Gaylussacia loxensis – Ecuador, nördliches Peru
- Gaylussacia martii – Minas Gerais
- Gaylussacia montana – Minas Gerais
- Gaylussacia mosieri – englisch Woolly huckleberry, südöstliche Vereinigte Staaten
- Gaylussacia nana – englisch Dwarf dangleberry, südöstliche Vereinigte Staaten
- Gaylussacia oleifolia – Minas Gerais
- Gaylussacia orocola – North Carolina
- Gaylussacia pallida – Minas Gerais
- Gaylussacia peruviana – Peru, Ecuador
- Gaylussacia pinifolia – Minas Gerais
- Gaylussacia pruinosa – Brasilien
- Gaylussacia pseudociliosa – Minas Gerais
- Gaylussacia pseudogaultheria – Bolivien, Brasilien
- Gaylussacia pulchra – Minas Gerais, Bahia
- Gaylussacia reticulata – Brasilien
- Gaylussacia retivenia – Rio de Janeiro (Bundesstaat)
- Gaylussacia retusa – Minas Gerais
- Gaylussacia rhododendron – Paraná
- Gaylussacia riedelii – Minas Gerais
- Gaylussacia rigida – Brasilien
- Gaylussacia rugosa – Minas Gerais
- Gaylussacia salicifolia – Brasilien
- Gaylussacia setosa – Minas Gerais
- Gaylussacia tomentosa – englisch Hairy-twig huckleberry, südöstliche Vereinigte Staaten
- Gaylussacia ursina – englisch Bear huckleberry, südöstliche Vereinigte Staaten
- Gaylussacia virgata – Minas Gerais, Bahia
- Gaylussacia vitis-idaea – Minas Gerais